# Centre International de la Culture et des Arts du Palais Octobre
Le Palais d'Octobre (ukrainien : Міжнародний центр культури і мистецтв) est un centre d'art contemporain ukrainien de Kiev.
Le centre se trouve rue de l'Institut au cœur de la capitale. Construit entre 1838 et 1842 comme Institut de Kiev pour jeunes filles en russe : Институт благородных девиц par l'architecte Vincent Beretti, l'institution accueillait les jeunes filles nobles âgées entre douze et dix-sept années. Le bâtiment est au Registre national des monuments immeubles d'Ukraine sous le numéro : 80-382-0654.  
Lors de Euromaïdan les manifestants investirent le centre pour devenir un centre d'activités.